# ウェスト神姫
もしかして
- ウエスト神姫

ではありませんか？